# Chetniks nas Guerras dos Balcãs
Os Chetniks nas Guerras dos Balcãs, eram grupos paramilitares provenientes da Organização Chetnik Sérvia que, depois de lutar na Luta da Macedônia, ficaram sob a supervisão do Exército Real Sérvio como força auxiliar. Durante as Guerras dos Balcãs, os destacamentos Chetniks foram usados como vanguarda para suavizar o inimigo à frente dos exércitos que avançavam, para ataques às comunicações atrás das linhas inimigas, como gendarmaria de campo e para estabelecer administração básica em áreas ocupadas.  Eles foram usados em ambas as guerras dos Balcãs. 

## Contexto
Os Chetniks eram membros de unidades irregulares sérvias que atuaram após a luta da Sérvia pela independência contra os turcos no século XIX, começando com a Luta da Macedônia. Esses destacamentos de guerrilha, conhecidos pelos otomanos como Komitadji, lutaram primeiro pela libertação dos territórios cristãos do domínio imperial otomano e depois principalmente contra bandos komitadji rivais na Macedônia otomana, como a IMRO búlgara, já que ambos os grupos pretendiam manter e afirmar os seus respectivos interesses nacionais em Macedônia. Os Chetniks eram forças de combate baseadas territorialmente, organizadas em pequenos bandos e sob o comando de um Vojvoda (marechal de campo). 

## Histórico operacional
Com a eclosão da Guerra dos Balcãs, dois destacamentos Chetnik foram criados na Macedônia sob o alto comando sérvio: o destacamento Kozjak, sob o comando de Voivoda Vojin Popović (conhecido como Voivoda Vuk) cobrindo uma área que se estendia desde Skopska Crna Gora até Kriva Palanka, uma força de 11 companhias, e o destacamento Transvardar, sob o comando do comandante militar Voivoda Milivoje Čolak-Antić, que cobria a área de Azot, Porecie, Kicevo e Debar e era composto por 16 companhias. 
Durante a mobilização sérvia, os destacamentos Chetnik do 3.º Exército sérvio incluíam: Medveđa, destacamento liderado pelo capitão Dušan Sekulić, Ljubomir Vulović e Nikodim Racić (Lisica-Prapaštice-Priština), e destacamento liderado por Božin Simić (Svirci-Novo Brdo-Kačanik ); Kuršumlija, sob o comando do capitão e Chetnik vojvoda Vojislav Tankosić e do capitão Dragutin Nikolić (Kuršumlija-Merdare-Malo Kosovo-Štimlje-Crnoljeva-Prizren-Ljuma); Lukovo, sob o comando do capitão Pavle Blažarić (Lukovo-Madljika-Drenica); e Kolašin, sob o comando do prota Vukajlo Božović.  Ao lado destes destacamentos, estavam dois destacamentos mais pequenos localizados na frente do Exército de Ibar, o primeiro liderado pelo tenente da reserva Panta Miladinović, o segundo liderado pelo Chetnik vojvoda Živko Gvozdić.  O comandante de todos estes destacamentos era o major Marjanović. 
Outros destacamentos notáveis:
- Destacamento Laplje, comandado por Vojislav Tankosić
- Destacamentos do Terceiro Exército do Major Alimpije Marjanović

## Galeria

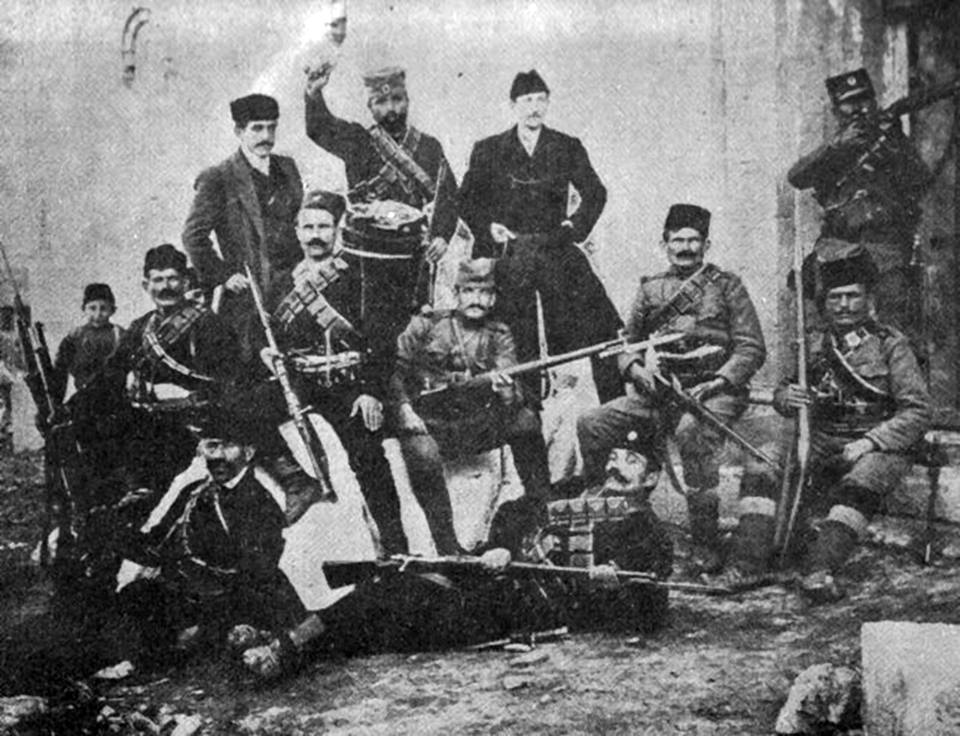
Unidade de Mirko Đupić, 1912
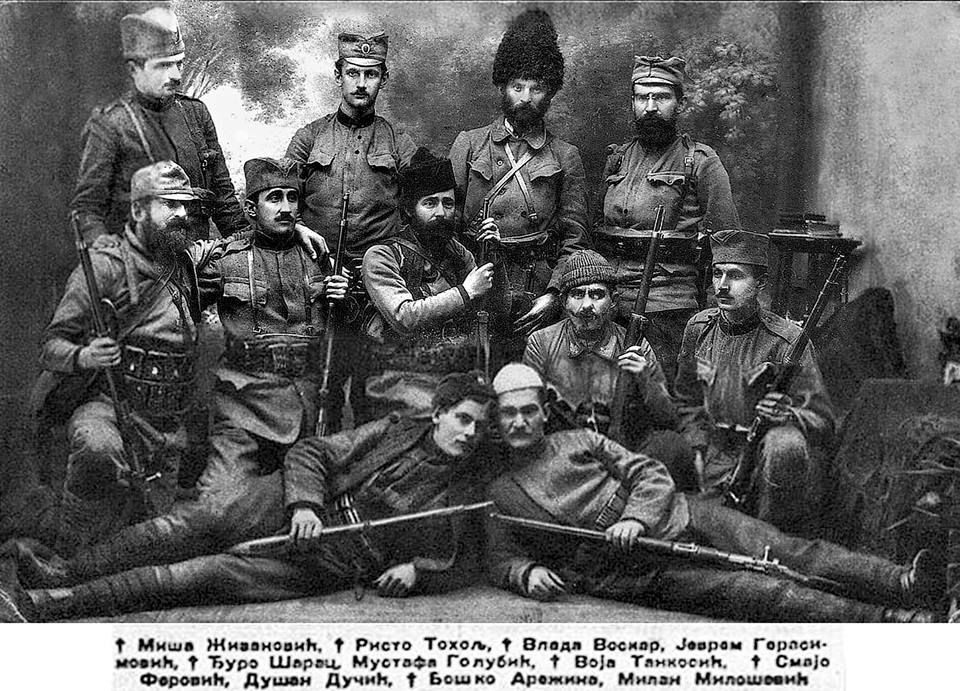
Unidade de Vojislav Tankosić, 1912
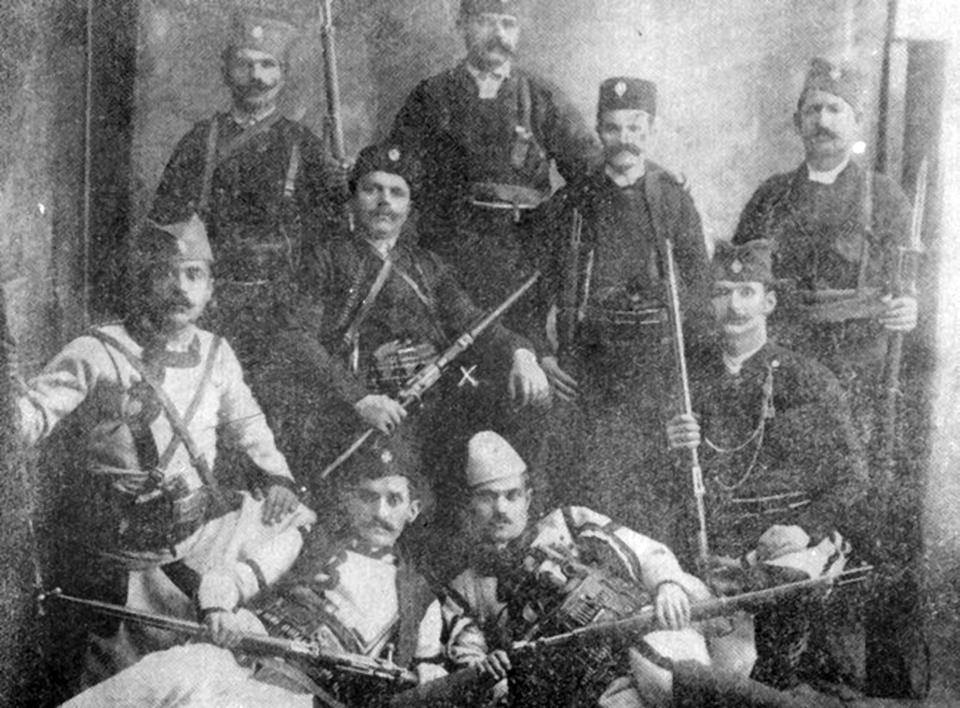
Unidade de Stefan Nedić-Ćela, 1912–13